# يوم الدستور النرويجي
يوم الدستور النرويجي هو يوم وطني ويوم عطلة رسمي في دولة النرويج يخلد في 17 مايو من كل عام.

## معرض صور

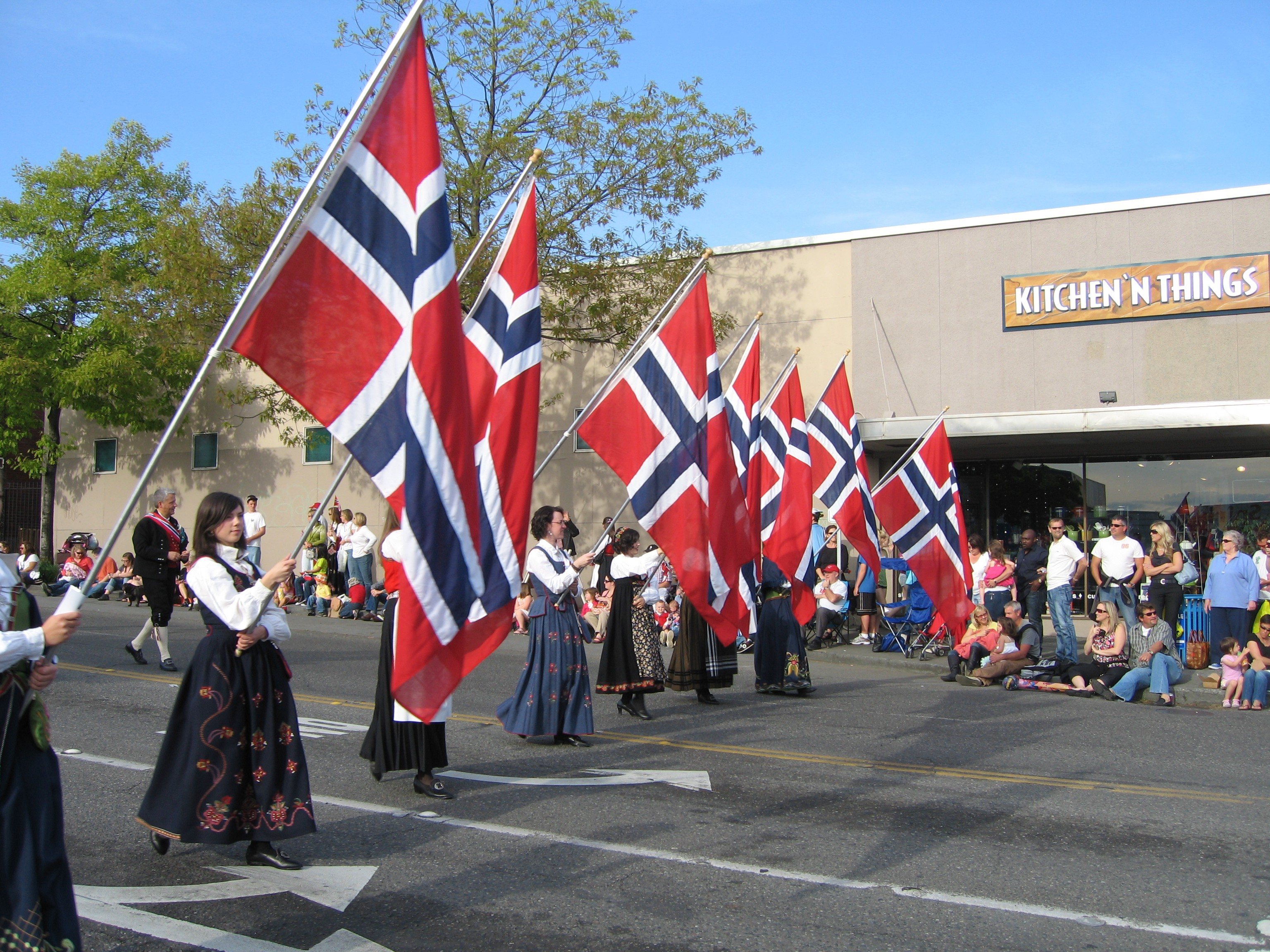
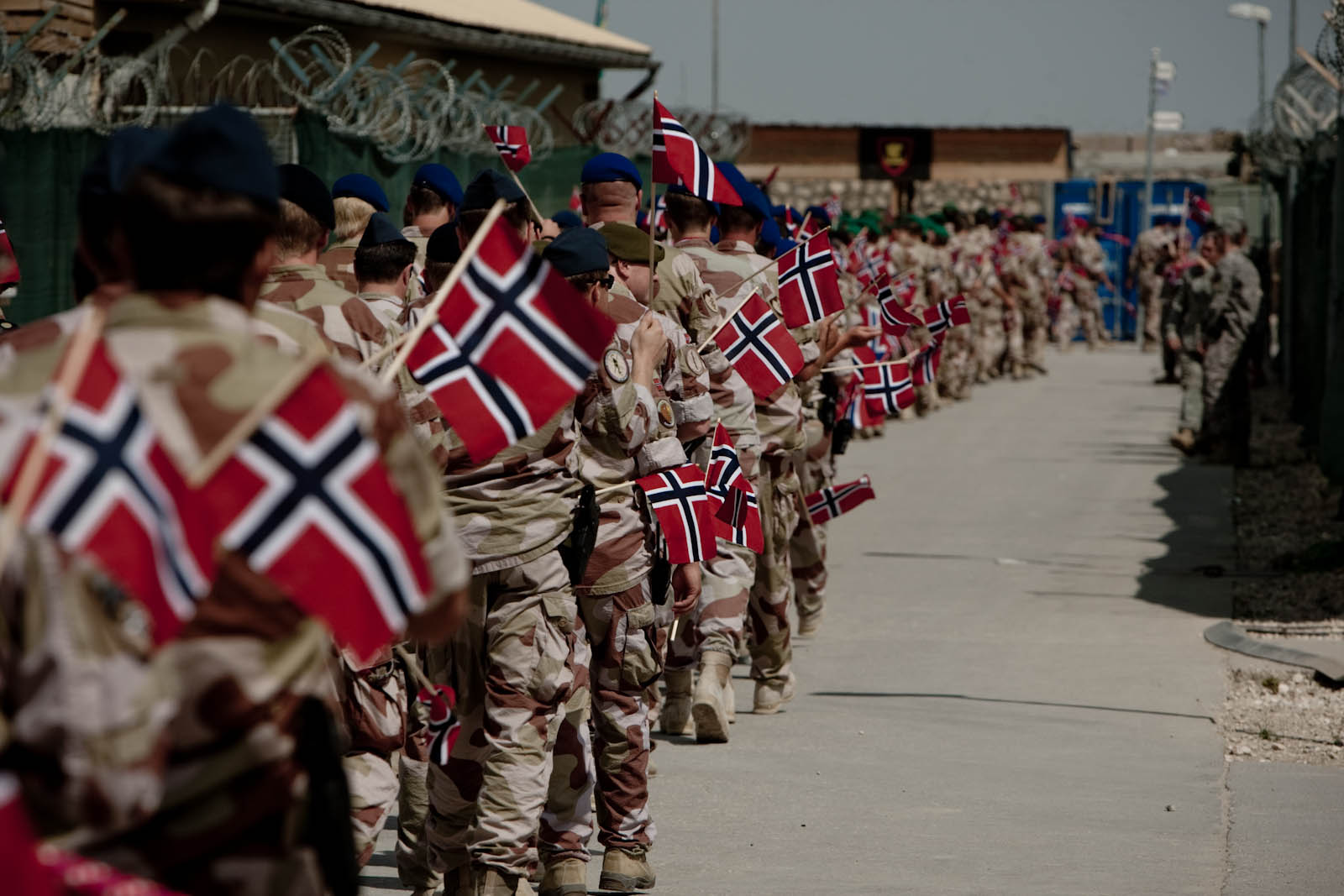
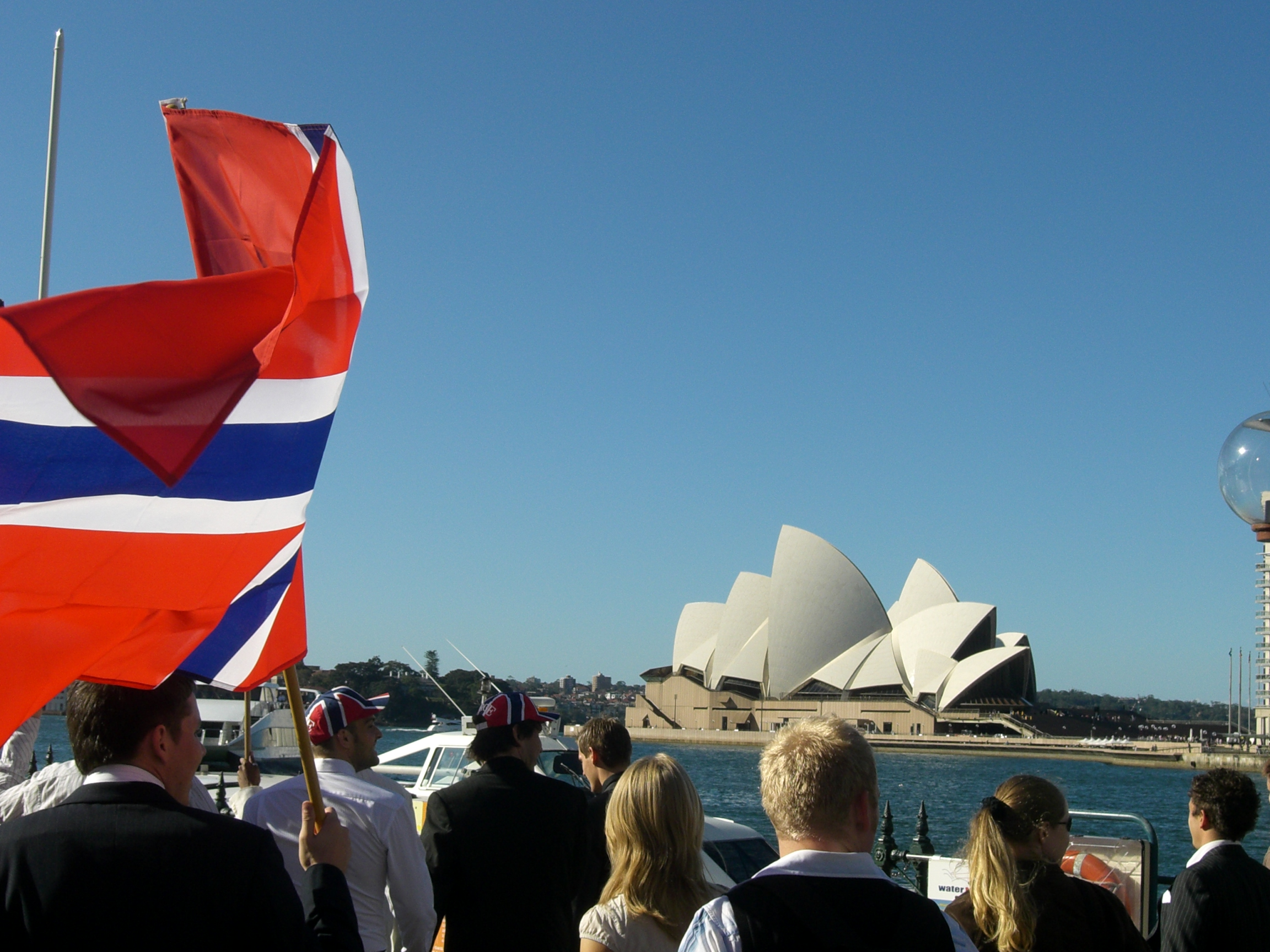